# (8143) Nezval
(8143) Nezval es un asteroide perteneciente al cinturón de asteroides, región del sistema solar que se encuentra entre las órbitas de Marte y Júpiter.
Fue descubierto el 11 de noviembre de 1982 por Antonín Mrkos desde el Observatorio Kleť.

## Designación y nombre
Designado provisionalmente como 1982 VN, fue nombrado por Vítězslav Nezval (1900-1958) quien fue uno de los poetas checos más prolíficos. Fue el fundador del movimiento Poetismo y, más tarde, el fundador del grupo surrealista de Checoslovaquia. Sus mejores obras imaginativas son del período de entreguerras.

## Características orbitales
Nezval está situado a una distancia media del Sol de 2,432 ua, pudiendo alejarse hasta 2,921 ua y acercarse hasta 1,943 ua. Su excentricidad es 0,201 y la inclinación orbital 2,982 grados. Emplea 1385,17 días en completar una órbita alrededor del Sol.

## Características físicas
La magnitud absoluta de Nezval es 13,99. Tiene 3,802 km de diámetro y su albedo se estima en 0,405.